# Andrea Lynch
Andrea Joan Caron Lynch-Saunders, angleška atletinja, * 24. november 1952, Barbados.
Nastopila je na poletnih olimpijskih igrah v letih 1972 in 1976 ter osvojila sedmo mesto v teku na 100 m ter sedmo in osmo mesto v štafeti 4x100 m. Na evropskih prvenstvih je osvojila bronasto medaljo v teku na 100 m leta 1974, na evropskih dvoranskih prvenstvih naslov prvakinje leta 1975 in podprvakinje leta 1974 v teku na 60 m, na igrah Skupnosti narodov pa srebrni medalji v teku na 100 m in štafeti 4x100 m leta 1974. 